# Santa Maria do Herval
Santa Maria do Herval è un comune del Brasile nello Stato del Rio Grande do Sul, parte della mesoregione Metropolitana de Porto Alegre e della microregione di Gramado-Canela.